# Modere Bruneteau
Modere Fernand Bruneteau, detto Mud (Saint Boniface, 28 novembre 1914 – Houston, 15 aprile 1982), è stato un hockeista su ghiaccio e allenatore di hockey su ghiaccio canadese.

## Carriera
Modere Bruneteau, soprannominato Mud o Mr. Clutch, ha disputato quasi 500 partite in NHL, tutte con la maglia dei Detroit Red Wings, con cui ha vinto la Stanley Cup per tre volte: 1936, 1937 e 1943.
Nel corso delle semifinali play-off del 1936, nella prima gara di semifinale disputata contro i campioni uscenti dei Montreal Maroons, Bruneteau mise fine alla più lunga gara di play-off mai disputata in NHL, segnando il gol del definitivo 1-0 al minuto 16:30 del sesto tempo supplementare..
Anche il fratello minore Ed è stato un giocatore di hockey su ghiaccio; i due hanno militato assieme ai Red Wings negli anni '40, e Mud è stato l'allenatore di Ed agli Omaha Knights e ai Milwaukee Chiefs.

## Palmarès
- Stanley Cup: 3

Detroit: 1936, 1937 e 1943